# Poder Ejecutivo de la República Dominicana
El Poder Ejecutivo de la República Dominicana es una de las tres ramas del gobierno de la República Dominicana y está encargado de la administración del Estado y la ejecución de las leyes. Está encabezado por el Presidente de la República, quien funge como Jefe de Estado y Jefe de Gobierno, y cuenta con la colaboración de los ministros y demás funcionarios de la administración pública.

## Composición
El Poder Ejecutivo está constituido por:
- Presidente de la República: Máxima autoridad del Estado y representante del país tanto a nivel nacional como internacional.
- Vicepresidente de la República: Suplente del Presidente en caso de ausencia, renuncia o incapacidad.
- Ministros y Ministerios: Encargados de dirigir las distintas áreas de la administración pública y asesorar al Presidente en la toma de decisiones.
- Direcciones y organismos descentralizados: Dependencias especializadas en diversas funciones estatales.

## Funciones del Poder Ejecutivo
Entre sus principales funciones se encuentran:
- Ejecución y cumplimiento de la Constitución y las leyes.
- Dirección de la política exterior y representación del país ante la comunidad internacional.
- Administración de los recursos del Estado y formulación del Presupuesto Nacional.
- Nombramiento de funcionarios en la administración pública y en otras instituciones del Estado.
- Mantenimiento del orden público y garantía de la seguridad ciudadana.
- Promoción del desarrollo económico, social y cultural de la nación.
- Concesión de indultos y otras prerrogativas establecidas por la Constitución.

## Elección y período presidencial
El Presidente y el Vicepresidente de la República Dominicana son elegidos mediante voto popular directo en elecciones generales celebradas cada cuatro años, según lo establece el artículo 124 de la Constitución. La elección se lleva a cabo el tercer domingo de mayo del año electoral y, para ser declarado ganador, un candidato debe obtener la mayoría absoluta de los votos válidos emitidos. Si ningún candidato alcanza más del 50% de los votos, se realiza una segunda vuelta electoral entre los dos aspirantes con mayor votación.
Para postularse a la Presidencia, es necesario cumplir con los requisitos establecidos en el artículo 123 de la Constitución, los cuales incluyen ser dominicano de nacimiento sin haber renunciado a la nacionalidad, haber residido en el país durante los últimos diez años y tener al menos 35 años de edad al momento de la elección. Estos criterios buscan asegurar que el mandatario tenga un fuerte arraigo con la nación y el conocimiento necesario para gobernar. En cuanto a la duración del mandato y la posibilidad de reelección, la Constitución establece que el presidente ejerce sus funciones por un período de cuatro años y puede optar por la reelección consecutiva para un solo período adicional, tras lo cual queda inhabilitado de forma permanente para volver a postularse al mismo cargo o a la Vicepresidencia de la República.

## Límites y controles al Poder Ejecutivo
Para garantizar el equilibrio de poderes, el Poder Ejecutivo está sujeto a controles y contrapesos establecidos en la Constitución, entre los cuales destacan:
- Control legislativo: El Congreso Nacional fiscaliza las acciones del Ejecutivo, aprueba leyes y el Presupuesto Nacional.[13]
- Control judicial: El Poder Judicial garantiza que las acciones del Ejecutivo se ajusten a la legalidad y la Constitución.[14]
- Órganos de control y supervisión: La Cámara de Cuentas[15] y la Contraloría General de la República[16] auditan el uso de los recursos públicos.

## Ministerios y principales dependencias
El Poder Ejecutivo de la República Dominicana se organiza a través de diversos ministerios, cada uno encargado de áreas específicas de la administración pública. Los Ministerios son:
- Ministerio de la Presidencia[18]
- Ministerio Administrativo de la Presidencia
- Ministerio de Administración Pública
- Ministerio de Relaciones Exteriores
- Ministerio de Hacienda
- Ministerio de Educación
- Ministerio de Salud Pública y Asistencia Social
- Ministerio de Interior y Policía
- Ministerio de Defensa
- Ministerio de Medio Ambiente y Recursos Naturales
- Ministerio de Obras Públicas y Comunicaciones
- Ministerio de Agricultura
- Ministerio de Industria, Comercio y Mipymes
- Ministerio de Energía y Minas
- Ministerio de Turismo
- Ministerio de Economía, Planificación y Desarrollo
- Ministerio de Trabajo
- Ministerio de Cultura
- Ministerio de Educación Superior, Ciencia y Tecnología
- Ministerio de la Mujer
- Ministerio de la Juventud
- Ministerio de Deportes y Recreación
- Ministerio de Vivienda y Edificaciones

Cada ministerio cuenta con dependencias y direcciones especializadas que facilitan la implementación de políticas públicas y programas gubernamentales en sus respectivas áreas de competencia.